# Angelique Bates
'Angelique Ruth Bates, född 1 december 1980 i Los Angeles, är en amerikansk skådespelerska, sångerska och poddare. Hon var under två säsonger (1994-1996) programledare för serien All that som gick på Nickelodeon. Hon driver podcasten The Evening Showdown där hon intervjuar diverse offentliga personer. Bates medverkade i Michael Jackson och Justin Timberlakes musikvideo för Love Never Felt So Good och släppte sin debutsingel Can't Fade Me Now på Itunes. I den svenska podcasten Art is Alive med Zeventine gjorde hon tillsammans med Nickelodeon-kollegan LaTangela Newsome comeback i musikbranschen år 2023 med jullåten Jolly Holiday. Låten inspirerades av TLC:s låt Sleigh Ride då musikgruppen gjorde ledmotivet till hennes serie All That.